# Giải BAFTA cho nam diễn viên phụ xuất sắc nhất
Giải BAFTA cho nam diễn viên phụ xuất sắc nhất là một giải BAFTA dành cho nam diễn viên đóng vai phụ trong một phim, được bầu chọn là xuất sắc nhất trong năm. Giải này được lập ra từ năm 1968.

## Các người đoạt giải và các người được đề cử

### Thập niên 1960
1968 – Ian Holm – The Bofors Gun vai Flynn
- Anthony Hopkins – The Lion in Winter vai King Richard I
- John McEnery – Romeo and Juliet vai Mercutio
- George Segal – No Way to Treat a Lady vai Morris Brummel

1969 – Laurence Olivier – Oh! What a Lovely War vai John French
- Jack Klugman – Goodbye, Columbus vai Ben Patimkin
- Jack Nicholson – Easy Rider vai George Hanson
- Robert Vaughn – Bullitt vai Chalmers

### Thập niên 1970
1970 – Colin Welland – Kes vai Mr Farthing
- Bernard Cribbins – The Railway Children vai Albert Perks
- John Mills – Ryan's Daughter vai Michael
- Gig Young – They Shoot Horses, Don't They? vai Rocky

1971 – Edward Fox – The Go-Between vai Hugh Trimingham
- Michael Gough – The Go-Between vai Mr Maudsley
- Ian Hendry – Get Carter vai Eric Paice
- John Hurt – 10 Rillington Place vai Timothy Evans

1972 – Ben Johnson – The Last Picture Show vai Sam the Lion
- Max Adrian – The Boy Friend vai Mr Max/Lord Hubert Brockhurst
- Robert Duvall – The Godfather vai Tom Hagen
- Ralph Richardson – Lady Caroline Lamb vai King George IV

1973 – Arthur Lowe – O Lucky Man! vai Mr Duff/Charlie Johnson/Dr Munda
- Ian Bannen – The Offence vai Kenneth Baxter
- Denholm Elliott – A Doll's House vai Nils Krogstad
- Michael Lonsdale – The Day of the Jackal vai Lebel

1974 – John Gielgud – Murder on the Orient Express vai Mr Beddoes
- Adam Faith – Stardust vai Mike Menary
- John Huston – Chinatown vai Noah Cross
- Randy Quaid – The Last Detail vai Seaman Larry Meadows

1975 – Fred Astaire – The Towering Inferno vai Harlee Claiborne
- Martin Balsam – The Taking of Pelham One Two Three vai Harold Longman
- Burgess Meredith – The Day of the Locust vai Harry Greener
- Jack Warden – Shampoo vai Lester Carp

1976 – Brad Dourif – One Flew Over the Cuckoo's Nest vai Billy Bibbit
- Martin Balsam – All the President's Men vai Howard Simons
- Michael Hordern – The Slipper and the Rose vai Vua
- Jason Robards – All the President's Men vai Ben Bradlee

1977 – Edward Fox – A Bridge Too Far vai Brian Horrocks
- Colin Blakely – Equus vai Frank Strang
- Robert Duvall – Network vai Frank Hackett
- Zero Mostel – The Front vai Hecky Brown

1978 – John Hurt – Midnight Express vai Max
- Gene Hackman – Superman vai Lex Luthor
- Jason Robards – Julia vai Dashiell Hammett
- François Truffaut – Close Encounters of the Third Kind vai Claude Lacombe

1979 – Robert Duvall – Apocalypse Now vai Bill Kilgore
- Denholm Elliott – Saint Jack vai William Leigh
- John Hurt – Alien vai Kane
- Christopher Walken – The Deer Hunter vai Nikanor "Nick" Chevotarevich

### Thập niên 1980
1981 – Ian Holm – Chariots of Fire vai Sam Mussabini
- Denholm Elliott – Raiders of the Lost Ark vai Marcus Brody
- John Gielgud – Arthur vai Hobson
- Nigel Havers – Chariots of Fire vai Andrew Lindsay

1982 – Jack Nicholson – Reds vai Eugene O'Neill
- Frank Finlay – The Return of the Soldier vai William Grey
- Edward Fox – Gandhi vai Reginald Dyer
- Roshan Seth – Gandhi vai Jawaharlal Nehru

1983 – Denholm Elliott – Trading Places vai Coleman
- Bob Hoskins – The Honorary Consul vai Colonel Perez
- Burt Lancaster – Local Hero vai Felix Happer
- Jerry Lewis – The King of Comedy vai Jerry Langford

1984 – Denholm Elliott – A Private Function vai Charles Swaby
- Michael Elphick – Gorky Park vai Pasha
- Ian Holm – Greystoke: The Legend of Tarzan, Lord of the Apes vai Phillippe D'Arnot
- Ralph Richardson – Greystoke: The Legend of Tarzan, Lord of the Apes vai The Earl of Greystoke

1985 – Denholm Elliott – Defence of the Realm vai Vernon Bayliss
- James Fox – A Passage to India vai Richard Fielding
- John Gielgud – Plenty vai Leonard Darwin
- Saeed Jaffrey – My Beautiful Laundrette vai Nasser

1986 – Ray McAnally – The Mission vai Altamirano
- Klaus Maria Brandauer – Out of Africa vai Bror Blixen
- Simon Callow – A Room with a View vai Arthur Beebe
- Denholm Elliott – A Room with a View vai Mr Emerson

1987 – Daniel Auteuil – Jean de Florette vai Ugolin
- Ian Bannen – Hope and Glory vai Grandfather George
- Sean Connery – The Untouchables vai Jimmy Malone
- John Thaw – Cry Freedom vai Kruger

1988 – Michael Palin – A Fish Called Wanda vai Ken Pile
- Joss Ackland – White Mischief vai Jock Delves Broughton
- Peter O'Toole – The Last Emperor vai Reginald Johnston
- David Suchet – A World Apart vai Muller

1989 – Ray McAnally – My Left Foot – The Story of Christy Brown vai Mr Brown 
- Marlon Brando – A Dry White Season vai Ian McKenzie
- Sean Connery – Indiana Jones and the Last Crusade vai Henry Jones, Sr.
- Jack Nicholson – Batman vai The joker

### Thập niên 1990
1990 – Salvatore Cascio – Cinema Paradiso (Nuovo cinema Paradiso) vai Salvatore (young)
- Alan Alda – Crimes and Misdemeanors vai Lester
- John Hurt – The Field vai The 'Bird' O'Donnell
- Al Pacino – Dick Tracy vai Alphonse "Big Boy" Caprice

1991 – Alan Rickman – Robin Hood: Prince of Thieves vai Sheriff of Nottingham
- Alan Bates – Hamlet vai Claudius
- Derek Jacobi – Dead Again vai Franklyn Madson
- Andrew Strong – The Commitments vai Deco Cuffe

1992 – Gene Hackman – Unforgiven vai Little Bill Daggett
- Jaye Davidson – The Crying Game vai Dil
- Tommy Lee Jones – JFK vai Clay Shaw
- Samuel West – Howards End vai Leonard Bast

1993 – Ralph Fiennes – Schindler's List vai Amon Göth
- Ben Kingsley – Schindler's List vai Itzhak Stern
- John Malkovich – In the Line of Fire vai Mitch Leary
- Tommy Lee Jones – The Fugitive vai Samuel Gerard

1994 – Samuel L. Jackson – Pulp Fiction vai Jules Winnfield
- Simon Callow – Four Weddings and a Funeral vai Gareth
- John Hannah – Four Weddings and a Funeral vai Matthew
- Paul Scofield – Quiz Show vai Mark Van Doren

1995 – Tim Roth – Rob Roy vai Archibald Cunningham
- Ian Holm – The Madness of King George vai Dr. Willis
- Martin Landau – Ed Wood vai Bela Lugosi
- Alan Rickman – Sense and Sensibility vai Christopher Brandon

1996 – Paul Scofield – The Crucible vai Thomas Danforth
- John Gielgud – Shine vai Cecil Parkes
- Edward Norton – Primal Fear vai Aaron Stampler
- Alan Rickman – Michael Collins vai Éamon de Valera

1997 – Tom Wilkinson – The Full Monty vai Gerald
- Mark Addy – The Full Monty vai Dave
- Rupert Everett – My Best Friend's Wedding vai George Downes
- Burt Reynolds – Boogie Nights vai Jack Horner

1998 – Geoffrey Rush – Elizabeth vai Francis Walsingham
- Ed Harris – The Truman Show vai Christof
- Geoffrey Rush – Shakespeare in Love vai Philip Henslowe
- Tom Wilkinson – Shakespeare in Love vai Hugh Fennyman

1999 – Jude Law – The Talented Mr. Ripley vai Dickie Greenleaf
- Wes Bentley – American Beauty vai Ricky Fitts
- Michael Caine – The Cider House Rules vai Wilbur Larch
- Rhys Ifans – Notting Hill vai Spike
- Timothy Spall – Topsy-Turvy vai Richard Temple

### Thập niên 2000
2000 – Benicio del Toro – Traffic vai Javier Rodriguez
- Albert Finney – Erin Brockovich vai Edward L. Masry
- Gary Lewis – Billy Elliot vai Mr Elliot
- Joaquin Phoenix – Gladiator vai Commodus
- Oliver Reed – Gladiator vai Proximo

2001 – Jim Broadbent – Moulin Rouge! vai Harold Zidler 
- Hugh Bonneville – Iris vai John Bayley (trẻ)
- Robbie Coltrane – Harry Potter and the Philosopher's Stone vai Rubeus Hagrid
- Colin Firth – Bridget Jones's Diary vai Mark Darcy
- Eddie Murphy – Shrek vai Donkey (voice)

2002 – Christopher Walken – Catch Me If You Can vai Frank Abagnale, Sr.
- Chris Cooper – Adaptation. vai John Laroche
- Ed Harris – The Hours vai Richard Brown
- Alfred Molina – Frida vai Diego Rivera
- Paul Newman – Road to Perdition vai John Rooney

2003 – Bill Nighy – Love Actually vai Billy Mack
- Paul Bettany – Master and Commander: The Far Side of the World vai Stephen Maturin
- Albert Finney – Big Fish vai Ed Bloom (old)
- Ian McKellen – The Lord of the Rings: The Return of the King vai Gandalf
- Tim Robbins – Mystic River vai Dave Boyle

2004 – Clive Owen – Closer vai Larry 
- Alan Alda – The Aviator vai Ralph Owen Brewster
- Phil Davis – Vera Drake vai Stan
- Jamie Foxx – Collateral vai Max Durocher
- Rodrigo de la Serna – The Motorcycle Diaries (Diarios de motocicleta) vai Alberto Granado

2005 – Jake Gyllenhaal – Brokeback Mountain vai Jack Twist
- Don Cheadle – Crash vai Graham Waters
- George Clooney – Good Night, and Good Luck. vai Fred W. Friendly
- George Clooney – Syriana vai Bob Barnes
- Matt Dillon – Crash vai John Ryan

2006 – Alan Arkin – Little Miss Sunshine vai Edwin Hoover
- James McAvoy – The Last King of Scotlandvai Nicholas Garrigan
- Jack Nicholson – The Departed vai Frank Costello
- Leslie Phillips – Venus vai Ian
- Michael Sheen – The Queen vai Tony Blair

2007 – Javier Bardem – No Country for Old Men vai Anton Chigurh
- Paul Dano – There Will Be Blood vai Eli Sunday
- Philip Seymour Hoffman – Charlie Wilson's War vai Gust Avrakotos
- Tommy Lee Jones – No Country for Old Men vai Ed Tom Bell
- Tom Wilkinson – Michael Clayton vai Arthur Edens

2008 – Heath Ledger – The Dark Knight vai The Joker
- Robert Downey Jr. – Tropic Thunder vai Kirk Lazarus
- Brendan Gleeson – In Bruges vai Ken
- Philip Seymour Hoffman – Doubt vai Father Brendan Flynn
- Brad Pitt – Burn After Reading vai Chad Feldheimer

2009 -Christoph Waltz - Inglourious Basterds vai Hans Landa 
- - Alec Baldwin - It's Complicated vai Jack
  - Christian Mckay - Me and Orson Welles vai Orson Welles
  - Alfred Molina - An Education vai Jack Miller
  - Stanley Tucci - The Lovely Bones vai George Harvey

### Thập niên 2010
| Năm                        | Diễn viên              | Phim                                                                | Vai diễn |
| -------------------------- | ---------------------- | ------------------------------------------------------------------- | -------- |
| 2010 Giải BAFTA lần thứ 64 |                        |                                                                     |          |
| Geoffrey Rush              | The King's Speech      | Lionel Logue ‡                                                      |          |
| Christian Bale             | The Fighter            | Dicky Eklund †                                                      |          |
| Andrew Garfield            | The Social Network     | Eduardo Saverin                                                     |          |
| Pete Postlethwaite         | The Town               | Fergus "Fergie" Colm                                                |          |
| Mark Ruffalo               | The Kids Are All Right | Paul Hatfield ‡                                                     |          |
| 2011 Giải BAFTA lần thứ 65 |                        |                                                                     |          |
| Christopher Plummer        | Beginners              | Hal Fields †                                                        |          |
| Jim Broadbent              | The Iron Lady          | Denis Thatcher                                                      |          |
| Kenneth Branagh            | My Week with Marilyn   | Laurence Olivier ‡                                                  |          |
| Jonah Hill                 | Moneyball              | Peter Brand ‡                                                       |          |
| Philip Seymour Hoffman     | The Ides of March      | Paul Zara                                                           |          |
| 2012 Giải BAFTA lần thứ 66 |                        |                                                                     |          |
| Christoph Waltz            | Django Unchained       | Dr. King Schultz †                                                  |          |
| Alan Arkin                 | Argo                   | Lester Siegel ‡                                                     |          |
| Javier Bardem              | Skyfall                | Raoul Silva                                                         |          |
| Philip Seymour Hoffman     | The Master             | Lancaster Dodd ‡                                                    |          |
| Tommy Lee Jones            | Lincoln                | Thaddeus Stevens ‡                                                  |          |
| 2013 Giải BAFTA lần thứ 67 |                        |                                                                     |          |
| Barkhad Abdi               | Captain Phillips       | Abduwali Muse ‡                                                     |          |
| Daniel Brühl               | Rush                   | Niki Lauda                                                          |          |
| Bradley Cooper             | American Hustle        | Richard "Richie" DiMaso ‡                                           |          |
| Matt Damon                 | Behind the Candelabra  | Scott Thorson                                                       |          |
| Michael Fassbender         | 12 Years A Slave       | Edwin Epps ‡                                                        |          |
| 2014 Giải BAFTA lần thứ 68 |                        |                                                                     |          |
| J. K. Simmons              | Whiplash               | Terence Fletcher ‡                                                  |          |
| Steve Carell               | Foxcatcher             | John du Pont ‡ (đề cử – Giải Oscar cho nam diễn viên xuất sắc nhất) |          |
| Ethan Hawke                | Boyhood                | Mason Evans, Sr. ‡                                                  |          |
| Edward Norton              | Birdman                | Mike Shiner ‡                                                       |          |
| Mark Ruffalo               | Foxcatcher             | David Schultz ‡                                                     |          |